# Alluaudomyia formosana
Alluaudomyia formosana är en tvåvingeart som beskrevs av Toyohi Okada 1942. Alluaudomyia formosana ingår i släktet Alluaudomyia och familjen svidknott. Inga underarter finns listade i Catalogue of Life.